# Wydział Chemii Uniwersytetu Marii Curie-Skłodowskiej

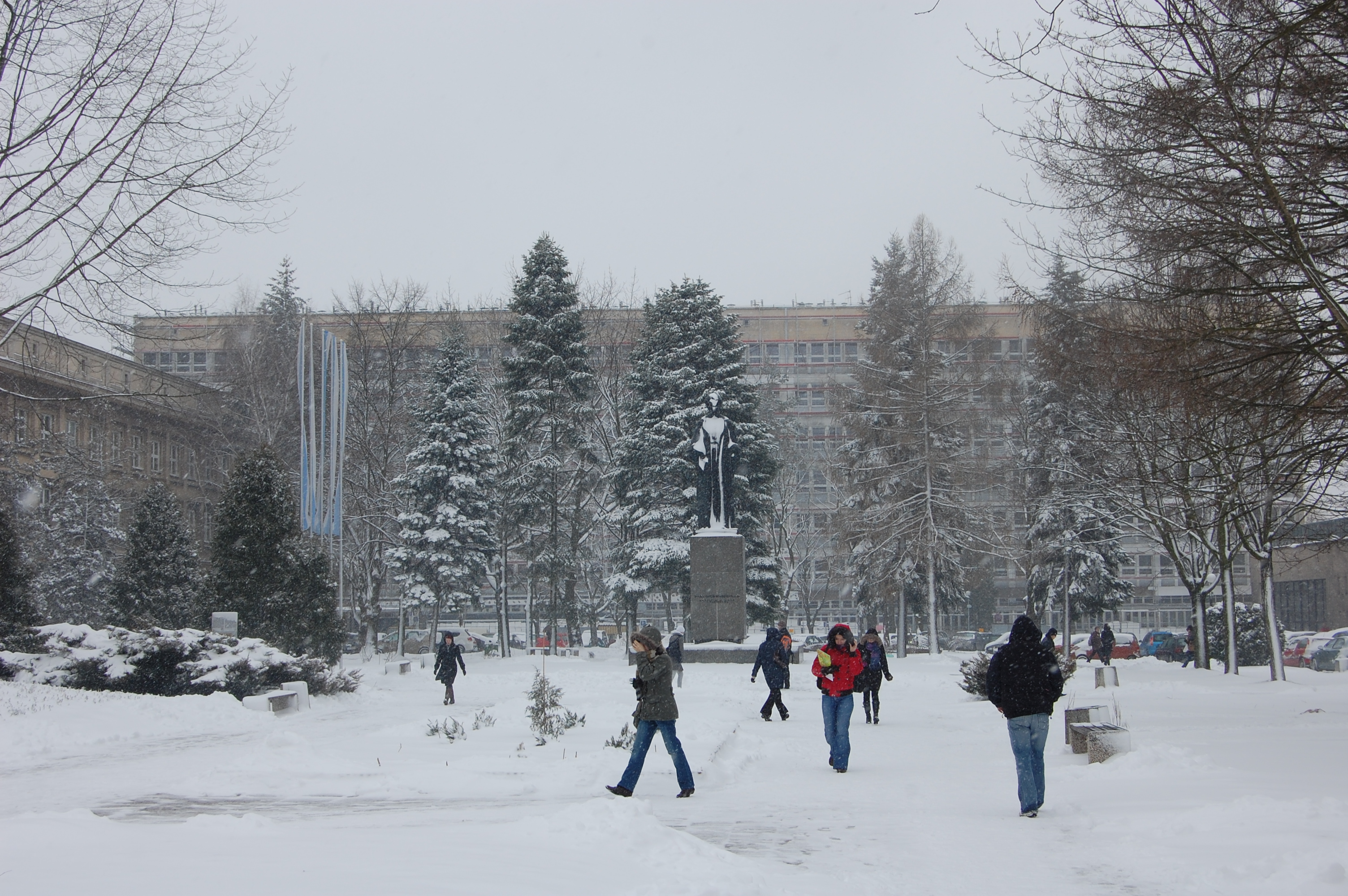
Budynek Wydziału, na pierwszym planie pomnik Marii Curie-Skłodowskiej

Wydział Chemii Uniwersytetu Marii Curie-Skłodowskiej (WCh UMCS) – jeden z trzynastu wydziałów Uniwersytetu Marii Curie-Skłodowskiej. Wydział ten istnieje od 1 lutego 1989 r., kiedy to został wyodrębniony z dawnego Wydziału Matematyki, Fizyki i Chemii.

## Dorobek naukowy
W dziedzinie badań naukowych posiada kategorię A przyznaną przez Komitet Badań Naukowych. Od lat specjalizuje się w następujących dziedzinach: fizykochemii granic międzyfazowych, chromatograficznych metodach rozdziału, preparatyce i modyfikacji sorbentów, w tym specyficznych sorbentów bioselektywnych i katalizatorów, modelowaniu procesów fizykochemicznych z wykorzystaniem technik symulacji komputerowej, teoretycznych badaniach adsorpcji na powierzchniach niejednorodnych energetycznie, chemii polimerów, chemii związków fosforoorganicznych, chemii pierwiastków ziem rzadkich, chemicznych i radiochemicznych aspektach ochrony środowiska, kinetyce i mechanizmie reakcji elektrodowych, chemii koloidów, katalizie heterogenicznej, technologiach produkcji światłowodów, dydaktyce chemii, analizie chemicznej preparatów biologicznych.
Pracownicy Wydziału Chemii w liczbie ok. 220 osób w 2004 roku uczestniczyli w 91 konferencjach krajowych i zagranicznych.
Wydział Chemii ściśle współpracuje z 50 ośrodkami krajowymi i 48 ośrodkami zagranicznymi, a w szczególności:
- Ecole Nationale Superieure de Chimie de Lille, Francja,
- Uniwersytet Extramadura w Badajoz, Hiszpania,
- Uniwersytet w Moguncji, Niemcy, Federal Research Centre for Forestry and Forest Products,
- Narodowy Uniwersytet im. I. Franki, Lwów, Ukraina,
- Clarkson University, Potsdam, USA.

## Historia
Wraz z utworzeniem Uniwersytetu Marii Curie-Skłodowskiej 23 października 1944 roku rozpoczęła swoją pracę sekcja chemiczna, która wchodziła w skład Wydziału Przyrodniczego. Sekcję chemiczną tworzyły wówczas cztery Katedry: Chemii Nieorganicznej, Chemii Fizycznej, Chemii Organicznej i Mineralogii i Petrografii.
Nazwę Wydziału Przyrodniczego zmieniono 3 grudnia 1946 roku na Matematyczno-Przyrodniczy.
Kolejna zmiana nazwy nastąpiła 1 stycznia 1952 roku – Wydział Matematyczno-Przyrodniczy podzielił się na dwa Wydziały: Biologii i Nauk o Ziemi oraz Matematyki, Fizyki i Chemii.
W roku 1970, w wyniku zarządzenia Ministra Oświaty i Szkolnictwa Wyższego z 16 czerwca 1970 r., sekcję chemiczną przekształcono w Instytut Chemii, pozostający w składzie Wydziału Mat-Fiz-Chem. Pierwszym dyrektorem został prof. dr hab. Jarosław Ościk.
Intensywny rozwój Instytutu spowodował, że Jego Rada wystąpiła z wnioskiem o wyodrębnienie Wydziału Chemii z Wydziału Matematyki, Fizyki i Chemii. Wydział powołany został przez Ministra Edukacji Narodowej rozporządzeniem z dnia 11 listopada 1988 r. Zarządzenie weszło w życie 1 lutego 1989 roku i od tego dnia Wydział Chemii rozpoczął samodzielny byt w strukturze Uniwersytetu Marii Curie-Skłodowskiej. Pierwszym dziekanem został wybrany prof. dr hab. Kazimierz Sykut.
Pierwszymi kierownikami i organizatorami pracowni studenckich i laboratoriów badawczych byli:
- prof. Władysław Wiśniewski (1944–47), prof. Włodzimierz Hubicki (od r. 1947) – Katedra Chemii Nieorganicznej,
- prof. Andrzej Waksmundzki (od r. 1944) – Katedra Chemii Fizycznej,
- prof. Marian Godlewicz (od r. 1944), prof. Wojciech Dymek (1951-55), prof. Marian Janczewski (od r. 1955) – Katedra Chemii Organicznej,
- prof. Maria Turnau-Morawska (1944–51) – Katedra Mineralogii i Petrografii,
  - doc. Tadeusz Penkala (od r. 1957) – Katedra Mineralogii i Krystalografii,
- prof. Karol Akerman (od r. 1963) – Katedra Technologii Chemicznej.

Pierwsze laboratoria były organizowane od podstaw i mieściły się w pomieszczeniach adaptowanych w różnych budynkach mieszkalnych oraz w Gimnazjum im. S. Staszica przy al. Racławickich. Dopiero po dziesięciu latach (w roku 1953 i 1954) pracownie chemiczne otrzymały własne lokale. Było to możliwe po wybudowaniu dwóch gmachów przeznaczonych dla sekcji chemicznej i fizycznej, czyli budynku Małej Chemii (pl. M. Curie-Skłodowskiej 2) oraz budynku Fizyki (obecny adres pl. M. Curie-Skłodowskiej 1).
W latach 70. XX w. zostały przekazane do użytku dwa kolejne budynki: Duża Chemia (1972 r.) przy pl. M. Curie-Skłodowskiej 3 oraz pawilon Zakładu Chemii Organicznej (1975 r.) przy ul. Glinianej 33. Dobre warunki lokalowe pozwoliły na rozwój laboratoriów badawczych i studenckich oraz zwiększenie liczby pracowników naukowych.

## Kierunki studiów
Dostępne kierunki:
- Chemia, specjalność: analityka chemiczna (studia I i II stopnia)
- Chemia, specjalność: chemia kryminalistyczna (studia I i II stopnia)
- Chemia, specjalność: chemia materiałowa (studia II stopnia)
- Chemia, specjalność: chemia środków bioaktywnych i kosmetyków (studia I i II stopnia)
- Chemia, specjalność: chemia podstawowa i stosowana (studia II stopnia)
- Chemistry (studia II stopnia)
- Inżynieria światłowodowa (studia I stopnia)

## Poczet dyrektorów
1. prof. dr hab. Jarosław Ościk (1970–1981)
2. prof. dr hab. Kazimierz Sykut (1981–1987)
3. prof. dr hab. Wawrzyniec Podkościelny (1987–1989)

## Poczet dziekanów
1. prof. dr hab. Kazimierz Sykut (1989–1990)
2. dr hab. Andrzej Dąbrowski (1990–1996)
3. prof. dr hab. Tadeusz Borowiecki (1996–2002)
4. prof. dr hab. Andrzej Dąbrowski (2002–2008)
5. prof. dr hab. Władysław Janusz (2008–2016)
6. prof. dr hab. Anna Deryło-Marczewska (od 2016)

## Władze Wydziału
W kadencji 2020–2024:
| Stanowisko | Imię i nazwisko                      |
| ---------- | ------------------------------------ |
| Dziekan    | prof. dr hab. Anna Deryło-Marczewska |
| Prodziekan | dr hab. Beata Cristóvão              |

## Struktura organizacyjna

### Instytut Nauk Chemicznych
Dyrektor: prof. dr hab. Małgorzata Grabarczyk
- Katedra Chemii Analitycznej
- Katedra Chemii Fizycznej
- Katedra Chemii Nieorganicznej
- Katedra Chemii Ogólnej, Koordynacyjnej i Krystalografii
- Katedra Chemii Organicznej i Krystalochemii
- Katedra Chemii Polimerów
- Katedra Chemii Teoretycznej
- Katedra Chromatografii
- Katedra Radiochemii i Chemii Środowiskowej
- Katedra Technologii Chemicznej
- Katedra Zjawisk Międzyfazowych
- Pracownia Technologii Światłowodów
- Laboratorium Analityczne